# Дарохранильниця

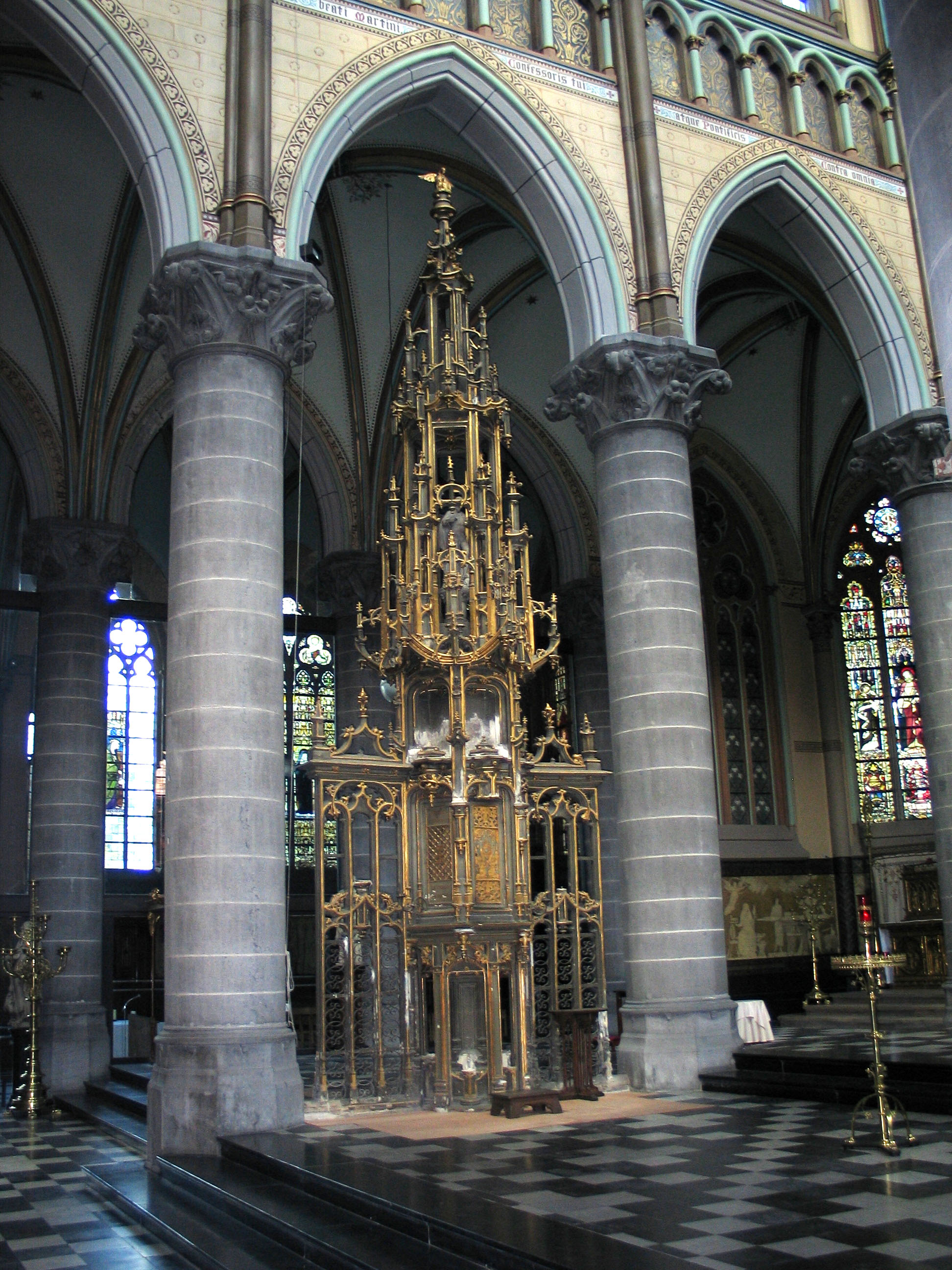
Дарохранильниця, Нідерланди.

Дарохранильниця — священна посудина, в якій зберігаються Святі Дари — Тіло і Кров Христові, що використовуються для причастя. Згідно з цим своїм призначенням, вона є найбільш священним предметом у християнському храмі. Дарохранильниці використовуються в богослужіннях православній, римсько-католицькій та англіканській церквах. У католицькій практиці називається іноді «табернакль» (лат. tabernaculum).
У православних церквах дарохранильниця зберігається неодмінно у вівтарі на престолі (іноді її називають кивот). У православних храмах на Близькому Сході для дарохранильниці передбачається особливе місце у вівтарі. Сучасні дарохранильниці зазвичай оформляються як мініатюрний храм, усередині якого знаходиться ларець з Дарами у вигляді скриньки або саркофага. Святі Дари, що зберігаються в дарохранильниці, служать для причастя хворих або вмираючих віруючих, нездатних прийти в храм на літургію.

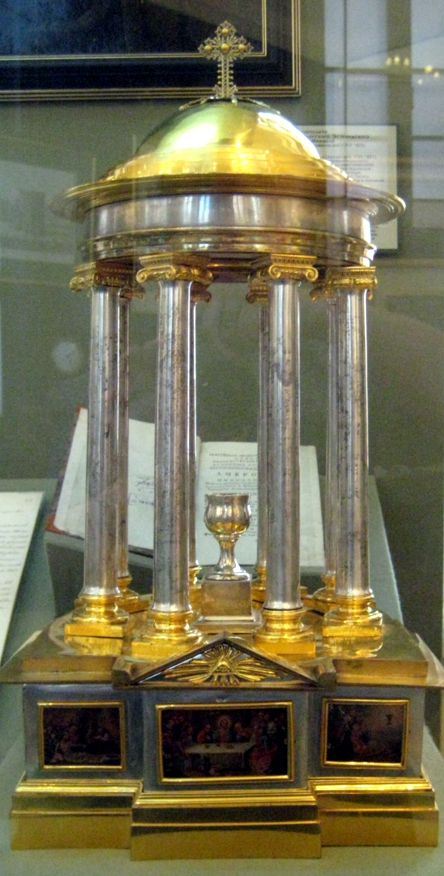
Дарохранильниця за проектом архітектора М. Казакова, 1801

Від дарохранильниці слід відрізняти дароносицю, що являє собою ларець для перенесення Святих Дарів. Її використовує священник, що відправляється причащати когось за межами храму (наприклад, хворих).
Дарохранильниця зазвичай буває покрита скляним ковпаком; торкатися до неї будь-кому, крім священика і диякона, не дозволяється.
Праобразом християнської дарохранильниці вважається старозавітна Скинія з Ковчегом Заповіту.